# Sampson Mordan
Sampson Mordan (* 1790; † 9. April 1843) war ein britischer Silberschmied und Miterfinder des ersten patentierten Druckbleistifts.

## Leben

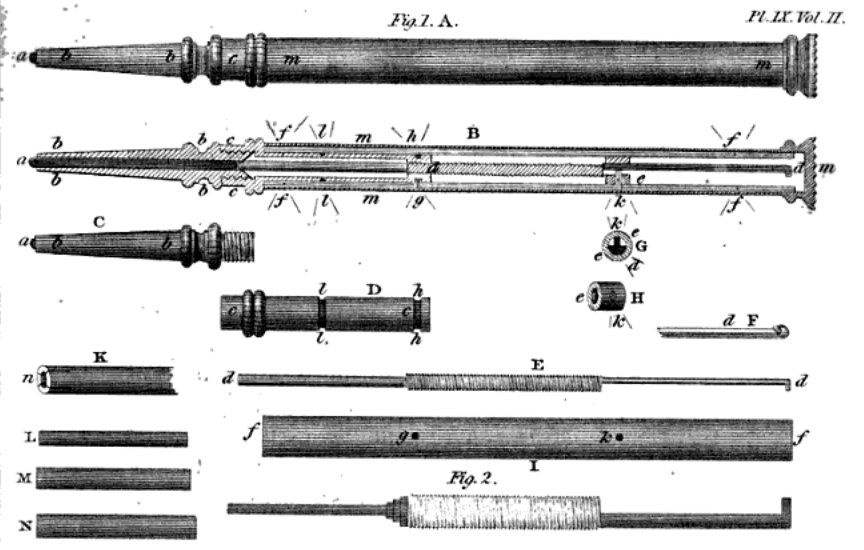
Detailzeichnung zum Patent vom Dezember 1822 mit Verbesserungen der Bleistifthalter

Sampson Mordan war Lehrling des Erfinders und Schlossers Joseph Bramah, der sich den ersten elastischen Tintenbehälter für Füllfederhalter patentieren ließ.
1822 meldeten Mordan und John Isaac Hawkins das erste Patent für einen Bleistift aus Metall in Großbritannien an, dessen Mechanismus den Graphitstab während des Gebrauchs vorantrieb. Die Erfindung war eine Verbesserung der weniger komplexen Minenhalter, die Bleistifte lediglich fixierten. Mordan zahlte Hawkins aus und ging eine Geschäftspartnerschaft mit Gabriel Riddle ein, einem etablierten Schreibwarenhändler. Von 1823 bis 1837 produzierten sie gemeinsam Druckbleistifte aus Silber.
Nach der Auflösung seiner Partnerschaft mit Riddle verkaufte Mordan seine Druckbleistifte unter der Firmenbezeichnung S. Mordan & Co. und erweiterte sein Sortiment mit anderen Silber- und Goldartikeln. Mordan fertigte seine Bleistifte oft in skurrilen Formen, die Tieren, ägyptischen Mumien oder anderen Objekten ähnelten. Wie seine anderen Besteck- und Goldartikel sind die Bleistifte heute Sammlerstücke.
Mordan war Vater von sechs Kindern. Nach seinem Tod 1843 übernahmen die Söhne Sampson der Jüngere und Augustus Mordan die Firma. S. Mordan & Co. stellte zudem Silberwaren und Postwaagen aus Messing her. Nach der Zerstörung der Fabrik durch den als The Blitz bezeichneten deutschen Luftangriff auf London 1941 stellte die Firma die Produktion ein.